# بخور بحری

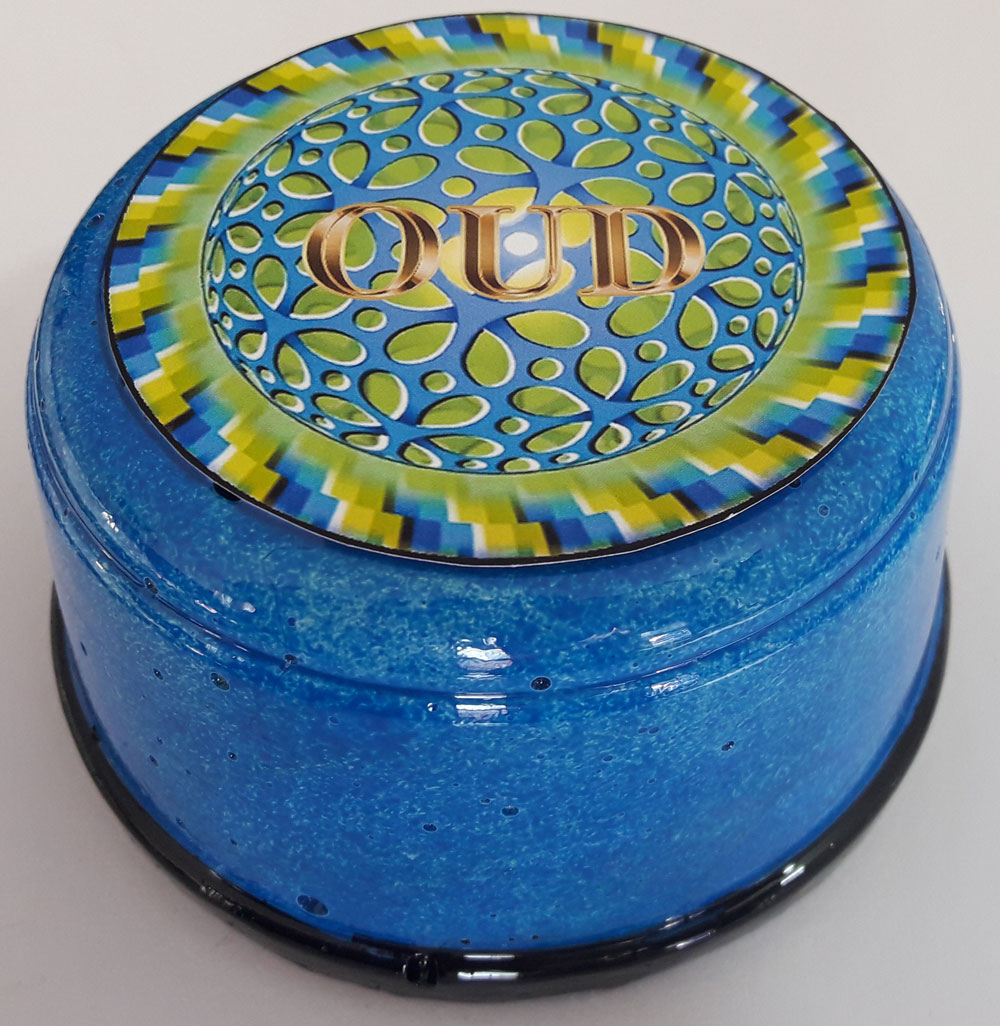
نمونه بخور بحری

بخور بحری یا عود بحری در زبان بومیان جنوب به بخور آبی یا عابد الماء که به معنی بنده آب ترجمه می‌شود. بخور بحری را زمانی که ملوانان و ناخداها برای مدت طولانی در دریا بودند بر روی عرشه کشتی یا لنج می‌سوزاندند. مواد تشکیل دهنده آن بیشتر نوعی چوب و ریشه گیاهان و مواد خرد سنگ مانند است. بخور بحری علاوه بر بوی خوش دارای خواص درمانی بسیاری است و همچنین از دریازدگی جلوگیری می‌کند. بخور بحری نقشی مهم در علوم غریبه و دعانویسی یهودیان و مسلمانان دارد.

## در ادبیات
- رودکی:

| تا صبر را نباشد شیرینی شکر |  | تا بید را نباشد بوی چو داربوی |

- نظامی:

| درون خرگه از بوی خجسته |  | بخور عود و عنبر کله بسته |

- منوچهری:

| هر کجا عود بود بوی خوش عود بود |  | ندهد بوی نه هر چوبی و نه هر حطبی |